# Gnomidolon peruvianum
Gnomidolon peruvianum är en skalbaggsart som beskrevs av Martins 1960. Gnomidolon peruvianum ingår i släktet Gnomidolon och familjen långhorningar. Inga underarter finns listade i Catalogue of Life.